# Anton Rathke
Anton Rathke (* 12. Januar 1888 in Praust (Danzig); † 1. Juli 1945 in Moskau) war ein deutscher Offizier, zuletzt Generalleutnant der Wehrmacht.

## Leben
Anton Rathke trat, nachdem er als Kadett ausgebildet worden war, am 22. März 1906 mit dem Charakter als Fähnrich in die Armee ein. Am 16. August 1907 wurde er zum Leutnant der Feldartillerie befördert und war 1914 im Feldartillerie-Regiment 35.
Nach dem Krieg wurde er in die Reichswehr übernommen. Hier war er ab 1. Februar 1930 Major im gleichen Jahr im Stab der III. Abteilung (Allenstein) des 1. Artillerie-Regiments. Am 1. Februar 1934 wurde er in der Reichswehr noch Oberstleutnant.
Nach der Übernahme in die Wehrmacht wurde Rathke am 1. November 1935 Oberst. Am 6. Oktober 1936 wurde er in der Wehrmacht erster Kommandeur des Artillerie-Regiments 2 (Stettin). Am 10. November 1938 gab er das Kommando ab und wurde Artilleriekommandeur (Arko) 2 (Stettin). Über den Beginn des Zweiten Weltkriegs hinaus blieb er bis 16. März 1940 in dieser Position und wurde hier am 1. Oktober 1939 zum Generalmajor befördert. Es folgte bis 7. Juni 1940 eine Zeit in der Führerreserve und ab dann war er einziger Arko 135. Nach der Auflösung des Arko 135 am 9. Januar 1942 wurde er Arko 126 beim VI. Armeekorps. Ab 19. September 1942 war er zum Stab der 9. Armee kommandiert. Am 1. Oktober 1942 erfolgte seine Beförderung zum Generalleutnant. Zum 1. Mai 1943 war er im Stab der Wehrersatzinspektion Kassel, dann ab 5. Mai 1943 im Stab der Wehrersatzinspektion Königsberg. Vom 1. Juni 1943 bis 31. Januar 1945 war er Inspekteur der Wehrersatzinspektion Königsberg. Von hier ging er anschließend nach Halle (Saale).
Nachdem er Kampfkommandant von Halle wurde, erhielt er den Befehl die Stadt um jeden Preis zu halten. Zur Durchsetzung dieses Befehls wurde ihm ein „Sonderbeauftragter“ zur Seite gestellt. Nachdem die Bevölkerung die Kapitulation forderte, ließ sich Rathke auf einen Kompromiss ein und zog sich aus dem nördlichen Teil der Stadt zurück, sodass die Amerikaner die Stadtteile übernehmen konnten. Am 17. April 1945 wurde im Einvernehmen mit dem „Sonderbeauftragten“, einem Hauptmann, der Gefechtsstand nach Süden verlegt. Amerikanische Angriffe führten auf deutscher Seite zu weiteren Toten und Rathke entschied, sich am 19. April 1945 aus der Stadt zurückzuziehen.
Rathke war Träger des Deutschen Kreuzes in Gold. Er starb in sowjetischer Kriegsgefangenschaft in Moskau.